# 歌舞伎十八番

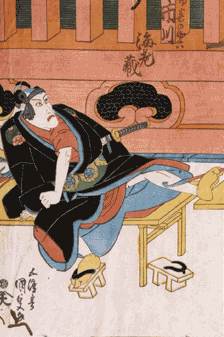
五代目海老藏的助六

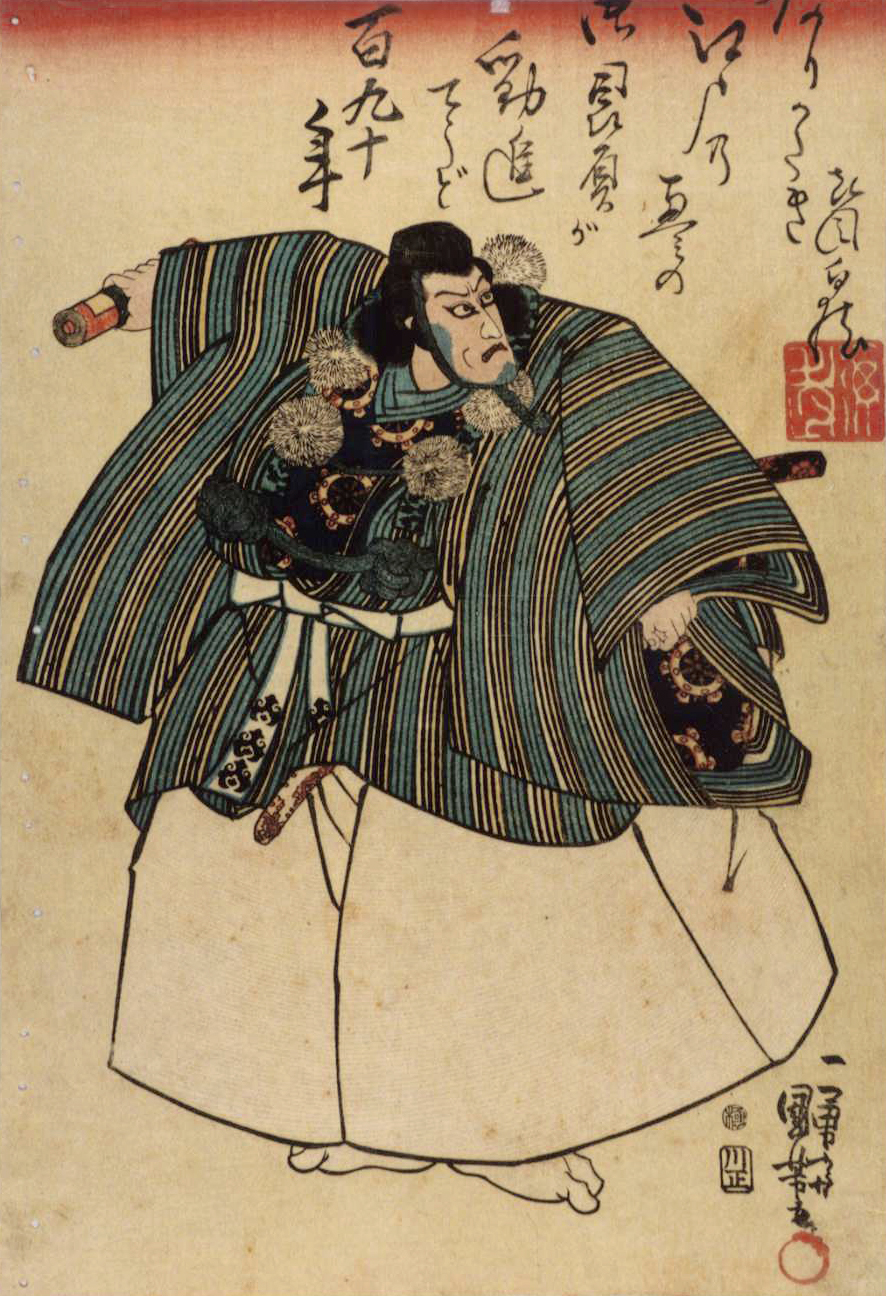
五代目海老藏的弁慶

歌舞伎十八番（／）是天保年間七代目市川團十郎（當時為五代目市川海老藏）選定作為市川宗家的家傳技藝的18种歌舞伎劇目。當初稱作歌舞妓狂言組十八番，簡稱歌舞伎十八番，日後簡稱之名大為普及。

## 歌舞伎十八番
歌舞伎十八番的劇目都是初代團十郎・二代目團十郎・四代目團十郎特別拿手的劇目，但是，部分在七代目團十郎的時代已內容不詳。十八番之中，上演回數最多的是助六、其次是勸進帳、再其次是暫。此三齣劇目都是在七代目團十郎和九代目團十郎的時代編寫，事實上可說是新作。
- 外郎賣（／）
- 嫐（／）
- 押戾（／）
- 景清（／）
- 鎌髭（／）
- 關羽（／）
- 勸進帳（／）
- 解脱（／）
- 毛拔（／）
- 暫（／）
- 蛇柳（／）
- 助六（／）
- 象引（／）
- 七面（／）
- 鳴神（／）
- 不動（／）
- 不破（／）
- 矢之根（／）

## 關連項目
- 御家藝

## 外部連結
- 成田屋　市川團十郎・海老蔵 （页面存档备份，存于）